# Pandemia di COVID-19 in Georgia (Stati Uniti d'America)

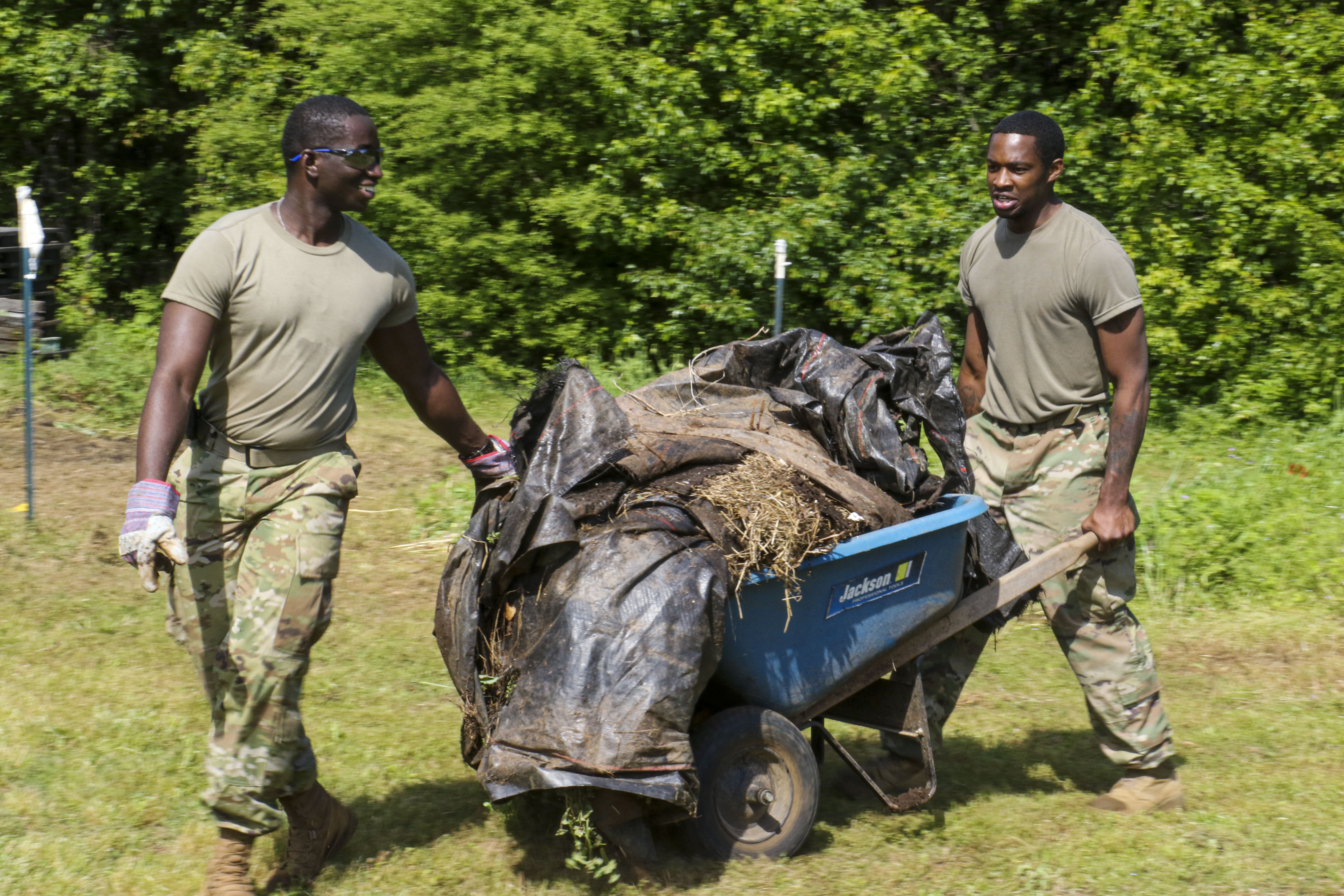
Uomini della Guardia nazionale della Georgia intenti a lavorare al progetto di orto ad Athens.

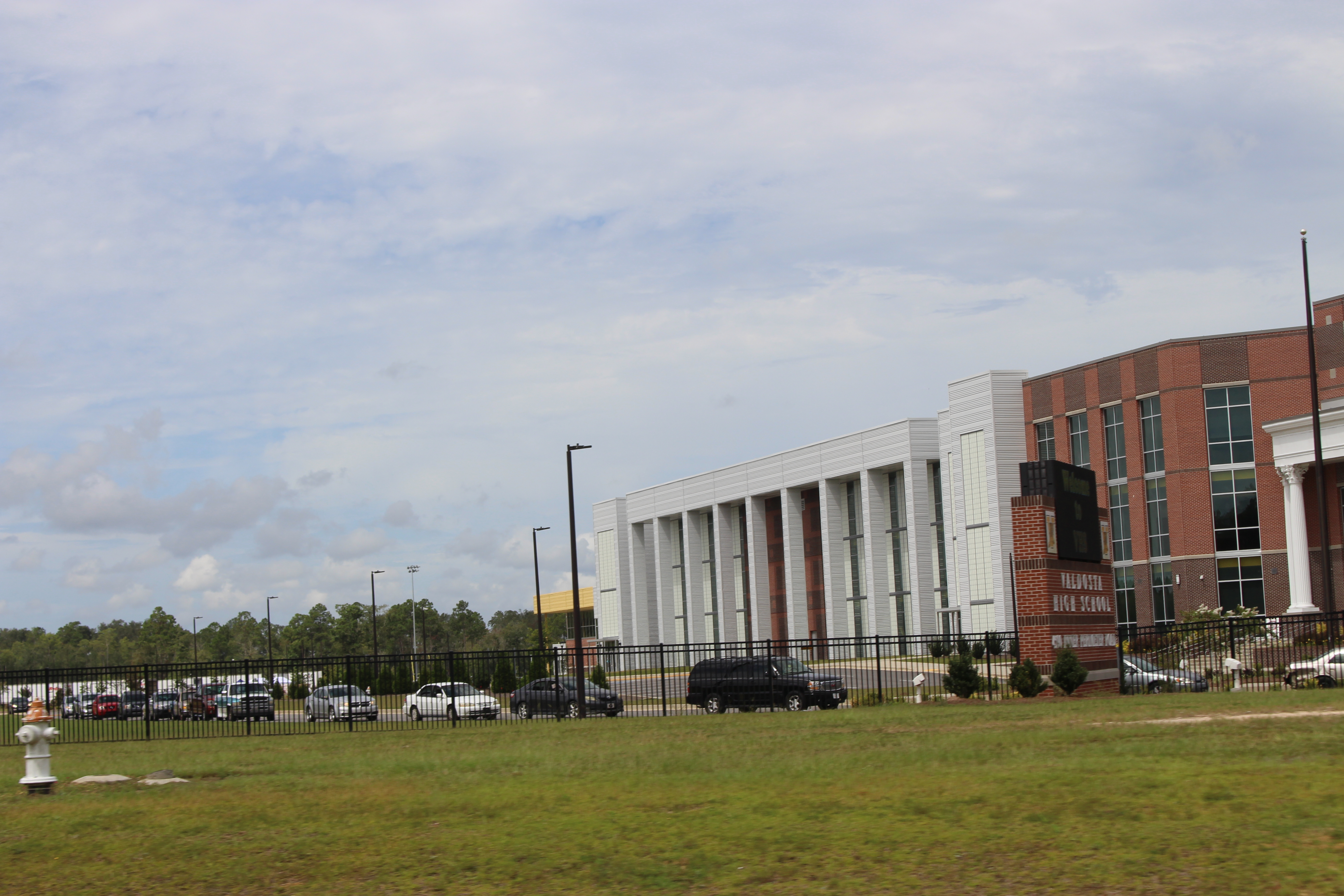
Linea di vetture presso la Valdosta High School per gli aiuti alimentari.

I primi casi della pandemia di COVID-19 del 2020 in Georgia, negli Stati Uniti, sono stati confermati il 2 marzo 2020. La prima morte dello stato è avvenuta dieci giorni dopo, il 12 marzo. Al 27 dicembre 2020 , c'erano 543.707 casi confermati, 40.787 ricoveri e 9.714. deceduti. Tutte le 159 contee della Georgia ora segnalano casi di COVID-19, con quattro contee (Gwinnett, Fulton, DeKalb e Cobb) che ora segnalano oltre 33.000 casi ciascuna. Al 23 ottobre 2020, quarantacinque contee della Georgia hanno tassi di casi COVID-19 pro capite più elevati rispetto a New York.
La città di Albany è diventata un importante hotspot all'interno dello stato, come uno dei luoghi con la più alta intensità di casi di COVID-19 nel mondo in base alle dimensioni della sua popolazione. Con circa 75.000 residenti, ci sono stati 973 casi confermati e 56 decessi al Phoebe Putney Memorial Hospital, con molti in attesa dei risultati dei test e messi in quarantena al chiuso a partire dall'8 aprile 2020. L'ospedale ha attirato l'attenzione dei media Dopo che il CEO Scott Steiner ha dichiarato di aver esaurito l'intera scorta di forniture mediche per COVID-19, che avrebbe dovuto durare sei mesi in soli sei giorni a causa della gravità della malattia. Sebbene l'ospedale abbia rapidamente soddisfatto le richieste di dispositivi di protezione individuale, ha subito una riduzione dei prezzi e ha ricevuto apparecchiature difettose da fornitori medici del mercato nero in Messico, Ciò ha portato a un piano per cucire manualmente maschere mediche per il personale medico. In risposta, il 20 marzo Albany e la circostante contea di Dougherty hanno annunciato un ordine di soggiorno di due settimane.
Il governatore Brian Kemp ha dichiarato un'emergenza sanitaria "senza precedenti" il 14 marzo e il 16 marzo ha ordinato la chiusura di tutte le scuole pubbliche, i college e le università dello stato dal 18 marzo fino all'inizio di aprile. Il Covid-19 è stato rilevato per la prima volta in un prigioniero il 20 marzo. Il 23 marzo, tutte le riunioni di più di 10 persone furono bandite, fu emesso un ordine di chiudere bar e discoteche, e fu emesso un ordine di soggiorno a casa per "i medici vulnerabili". Il 2 aprile è stato annunciato che l'ordine di restare a casa sarebbe stato implementato in tutto lo stato.
Il 23 marzo, il sindaco di Atlanta Keisha Lance Pottams ha firmato un ordine di permanenza a casa di 14 giorni in cui ordinava a tutti i residenti della città di impegnarsi a casa tranne che per compiti essenziali fino al 7 aprile. Ciò avvenne sullo sfondo dell'emergenza cittadina del 15 marzo che proibì “grandi raduni pubblici di oltre 250 persone” oltre all'ordine del 20 marzo di chiudere le società. La città di South Fulton ha imposto un coprifuoco il 17 marzo, richiedendo ai residenti di rimanere a casa dalle 18:00 alle 7:00 (con eccezioni mediche e lavorative) e il divieto di raduni di più di dieci persone. Il 23 marzo, la contea di DeKalb ha promulgato un "coprifuoco volontario". Il 24 marzo, la città di Savannah ha emesso un ordine di soggiorno il 24 marzo.
Il 5 maggio 2023, l'Organizzazione mondiale della sanità dichiara ufficialmente la fine della pandemia.

## Cronologia

### Marzo
Il 2 marzo i funzionari statali hanno annunciato i primi due casi noti in Georgia: un uomo della contea di Fulton sulla cinquantina e suo figlio adolescente che era tornato il 22 febbraio da un viaggio a Milano, in Italia.
Il 6 marzo i funzionari della sanità pubblica hanno segnalato un presunto caso positivo che coinvolge una donna di 46 anni nella contea di Floyd che sembrava non essere collegata a viaggi internazionali.
Circa 20 persone hanno contratto il virus durante i funerali tenuti nella stessa camera ardente il 29 febbraio e il 7 marzo ad Albany. Il 13 marzo il dipartimento della salute dello stato ha notificato all'impresa di pompe funebri la possibile esposizione al virus durante i funerali. La città ha avuto uno dei più alti tassi di infezione del paese, con l'epidemia legata ai funerali.
L'8 marzo il governatore Brian Kemp ha annunciato che diversi americani sulla nave da crociera Grand Princess, inclusi 34 georgiani, sarebbero stati "trasferiti in sicurezza" alla base della riserva aerea di Dobbins per i test e la quarantena il 9 o 10 marzo. Quella notte, ha detto Kemp, quattro georgiani attualmente ricoverati in ospedale erano stati testati per COVID-19 e il Dipartimento della sanità pubblica della Georgia attendeva la conferma dal CDC ; una persona era residente nella contea di Cherokee, due erano residenti nella contea di Cobb e una era residente nella contea di Fulton.
Il 10 marzo il Dipartimento della salute pubblica ha segnalato altri cinque casi, portando il totale statale a 22. La maggior parte dei casi si è verificata nella contea di Cobb (7 casi) e nella contea di Fulton (6 casi). L'11 marzo lo Stato ha annunciato altri nove casi, per un totale di 31, di cui dodici confermati.
Il 12 marzo l'ufficio del governatore ha segnalato la prima morte nello stato della Georgia in relazione alla pandemia: l'uomo di 67 anni che aveva problemi di salute sottostanti aveva partecipato al funerale ad Albany il 29 febbraio. Un lavoratore in una mensa della Moody Air Force Base vicino a Valdosta è risultato positivo al virus, provocando la chiusura temporanea della struttura per la pulizia.
Il 15 marzo il sindaco di Atlanta, Keisha Lance Bottoms, ha dichiarato lo stato di emergenza in città e ha vietato riunioni pubbliche di oltre 250 persone.
Il 24 marzo, il governatore della Georgia Brian Kemp ha ordinato la chiusura di tutti i bar e club.

## Risposta del governo
Tutti i legislatori statali e i loro membri del personale sono stati invitati a mettersi in quarantena il 18 marzo dopo che il senatore dello stato Brandon Beach è risultato positivo. Beach ha mostrato sintomi per quasi una settimana e, nonostante sapesse che il suo test per il coronavirus era in sospeso, è andato a lavorare presso la capitale dello stato il 16 marzo quando è stata approvata la legislazione di emergenza. Beach ha spiegato in un'intervista che "era autorizzato a tornare ai suoi normali doveri" e ha aggiunto che "in nessuna forma lui avrebbe intenzionalmente esposto nessuno". Il governatore Kemp, anch'egli potenzialmente esposto, ha affermato che non si sarebbe messo in quarantena o avrebbe fatto il test COVID poiché il suo tempo con gli altri era "gravemente limitato" e che "non ha mai interagito con alcun legislatore".
Kemp è stato criticato del fatto che i suoi sforzi per fermare la diffusione di COVID-19 non sono stati abbastanza forti.
Il 28 marzo l'assistente del governatore Kemp Tim Fleming ha dichiarato sui social media che:
Come risultato dell'eccessiva estensione, molte piccole imprese avranno difficoltà e alcune non riapriranno". Allo stesso tempo, il sindaco di Atlanta Bottoms ha avvertito che gli ospedali della città dovrebbero essere riempiti "oltre la capacità", e Toomey ha affermato che la situazione sarebbe "peggiorata molto".
Il 2 aprile il governatore Kemp ha emesso un ordine di soggiorno in tutto lo stato, affermando di aver appena appreso "nelle ultime 24 ore" che le persone infettate da COVID-19 potevano trasmettere la malattia anche se non avevano sintomi. Tuttavia, i documenti mostrano che i funzionari statali sono stati avvertiti della cosiddetta trasmissione comunitaria a partire dal 2 marzo. 
Il governatore Kemp ha emesso un ordine che è entrato in vigore il 3 aprile sospendendo i mandati locali, riaprendo le spiagge fintanto che le persone rimangono a sei piedi di distanza. 
L'8 aprile il governatore Kemp ha esteso il soggiorno statale fino alla fine di aprile. Al 21 aprile lo stato aveva più di 20.000 casi confermati e l'Istituto per la valutazione della salute predisse quel giorno che il 19 giugno sarebbe stata la prima data sicura per la Georgia per allentare le sue misure di allontanamento sociale.
Tuttavia, il governatore Kemp ha annunciato il 20 aprile che molte attività avrebbero potuto riaprire il 24 aprile, tra cui "palestre, parrucchieri, piste da bowling e saloni di tatuaggi" e ristoranti e cinema il 27 aprile. Questa misura ha portato ad una condanna diffusa da dentro e fuori la Georgia, con il sindaco di Atlanta Keisha Lance Bottoms che ha affermato che "continuerà a chiedere alla gente di Atlanta di restare a casa"; Stacey Abrams, candidata governativa del Partito Democratico del 2018, ha definito la riapertura "pericolosamente incompetente"; E persino il presidente Trump (che altrimenti avrebbe sostenuto la revoca degli ordini di soggiorno, soprattutto negli stati con governatori democratici) alla conferenza stampa del 22 aprile ha espresso che la Georgia "può aspettare ancora un po '... la sicurezza deve prevalere".

## Impatto

### Nell'economia

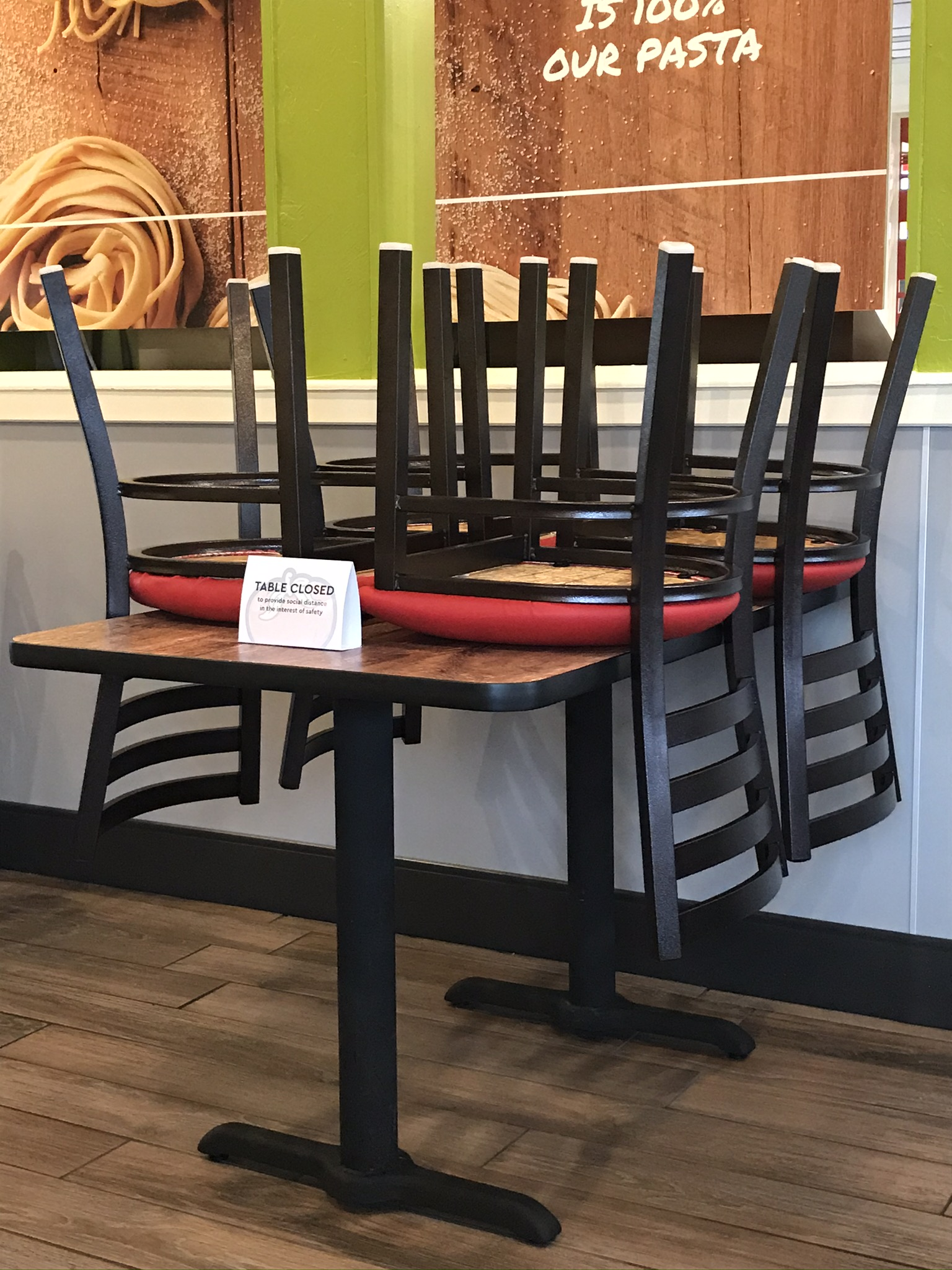
Tavolo chiuso nella catena di ristoranti veloci Fazoli's a Valdosta.

Durante la settimana dal 16 al 20 marzo, le richieste di sussidi di disoccupazione in Georgia sono aumentate del 400%. 

### Nella politica
Le elezioni presidenziali democratiche in Georgia erano originariamente previste per il 24 marzo 2020, ma sono state spostate al 19 maggio. Il 24 marzo, il Segretario di Stato Brad Raffensperger ha annunciato che tutti gli elettori registrati avrebbero ricevuto per posta i moduli di richiesta di voto. Il presidente della Camera dei rappresentanti della Georgia, David Ralston, voleva rinviare ancora le elezioni al 23 giugno, ma Raffensperger ha insistito sul fatto che la data di maggio sarebbe rimasta, dicendo che il suo piano "mantiene l'integrità di votare, dando la priorità alla salute e alla sicurezza degli elettori della Georgia".
Il 10 marzo il senatore statale Brandon Beach ha iniziato a mostrare sintomi di COVID-19 ed è stato posto a test COVID il 14 marzo. Tuttavia, ha partecipato a una sessione speciale della legislatura il 16 marzo prima che i risultati dei suoi test arrivassero il 18 marzo, dimostrando che era risultato positivo. L'intero Senato dello Stato della Georgia, il suo personale e il vicegovernatore Geoff Duncan sono rimasti in quarantena fino al 30 marzo.

### Nello sport
La maggior parte delle squadre sportive nello stato sono state colpite dal virus. Diverse leghe hanno iniziato a posticipare o sospendere le loro stagioni a partire dal 12 marzo. La Major League Baseball ha annullato il resto dell'allenamento primaverile in quella data e il 16 marzo ha annunciato che la stagione sarà rinviata a tempo indeterminato, seguendo le raccomandazioni del CDC di limitare gli eventi a più di 50 persone per le successive otto settimane, influenzando gli Atlanta Braves. Sempre il 12 marzo, la National Basketball Association ha annunciato che la stagione sarebbe stata sospesa per 30 giorni, colpendo gli Atlanta Hawks.
Anche la NCAA ha annullato tutti i suoi restanti tornei per l'anno accademico, incluso il torneo di basket maschile della divisione I della NCAA 2020, le cui semifinali e la partita del campionato erano originariamente ospitate da Atlanta.
I The Master, che si tengono annualmente ad Augusta, sono stati rinviati e riprogrammati provvisoriamente il 12 e il 15 novembre 2020.

### Nell'intrattenimento
La produzione itinerante di Hamilton, originariamente programmata per esibirsi al Fox Theatre in aprile, ha spostato le sue date dal 4 agosto al 5 settembre, spingendo la produzione di Ain't Too Proud a spostarsi più avanti nella stagione e il concerto di Blackberry Smoke con The Wild Feathers e un'apparizione di Iliza Shlesinger ad essere rinviati.

### Nel sistema giudiziario
I gran giurì non sono stati autorizzati a riunirsi fino al 12 giugno, ritardando di conseguenza un riesame dell'opportunità di intentare un'accusa nella sparatoria in cui è morto a febbraio Ahmaud Arbery, un uomo afroamericano.